# Поток (планетная номенклатура)

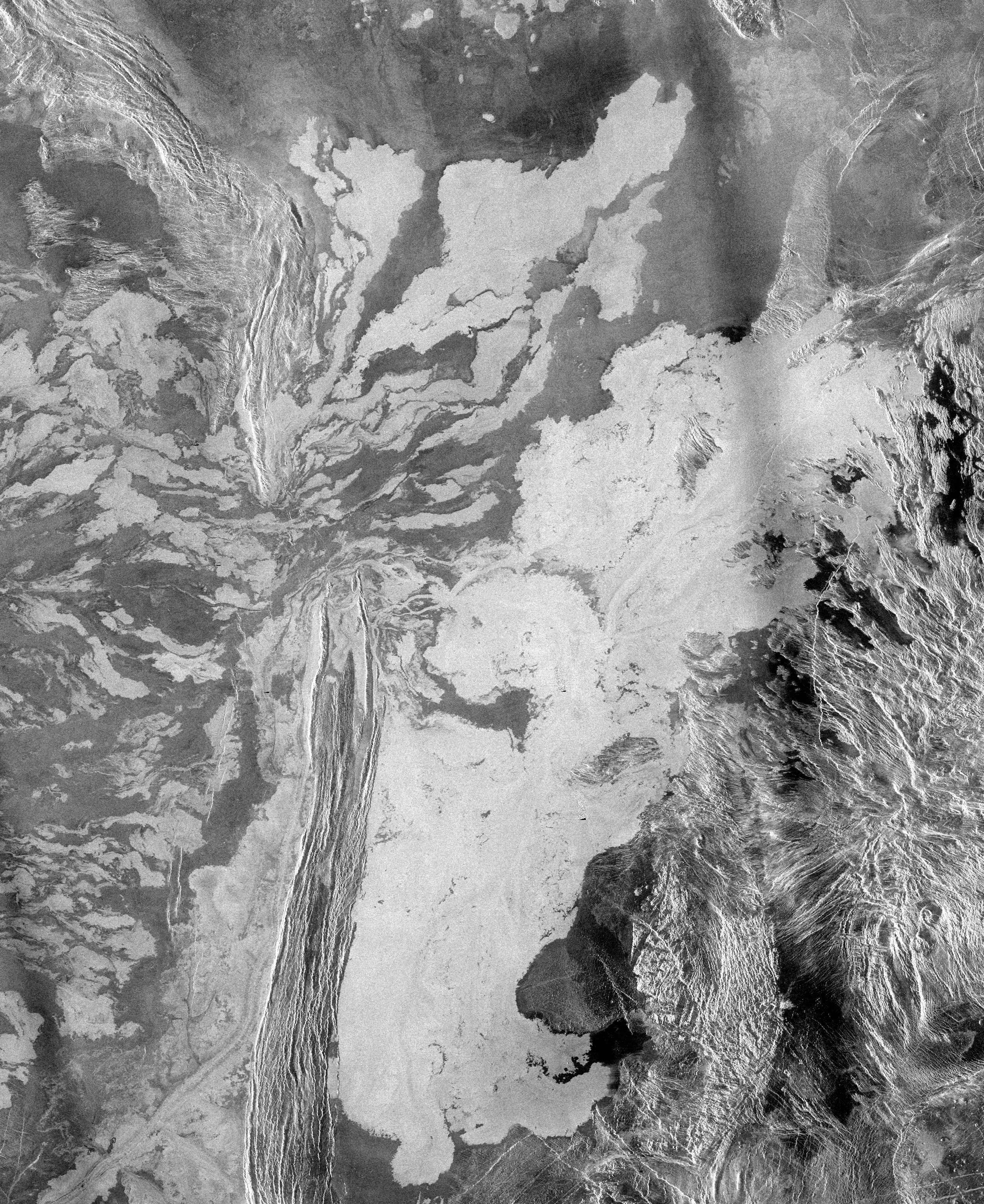
Поток Убастет
(Ubastet Fluctus) на Венере. Радарный снимок «Магеллана»

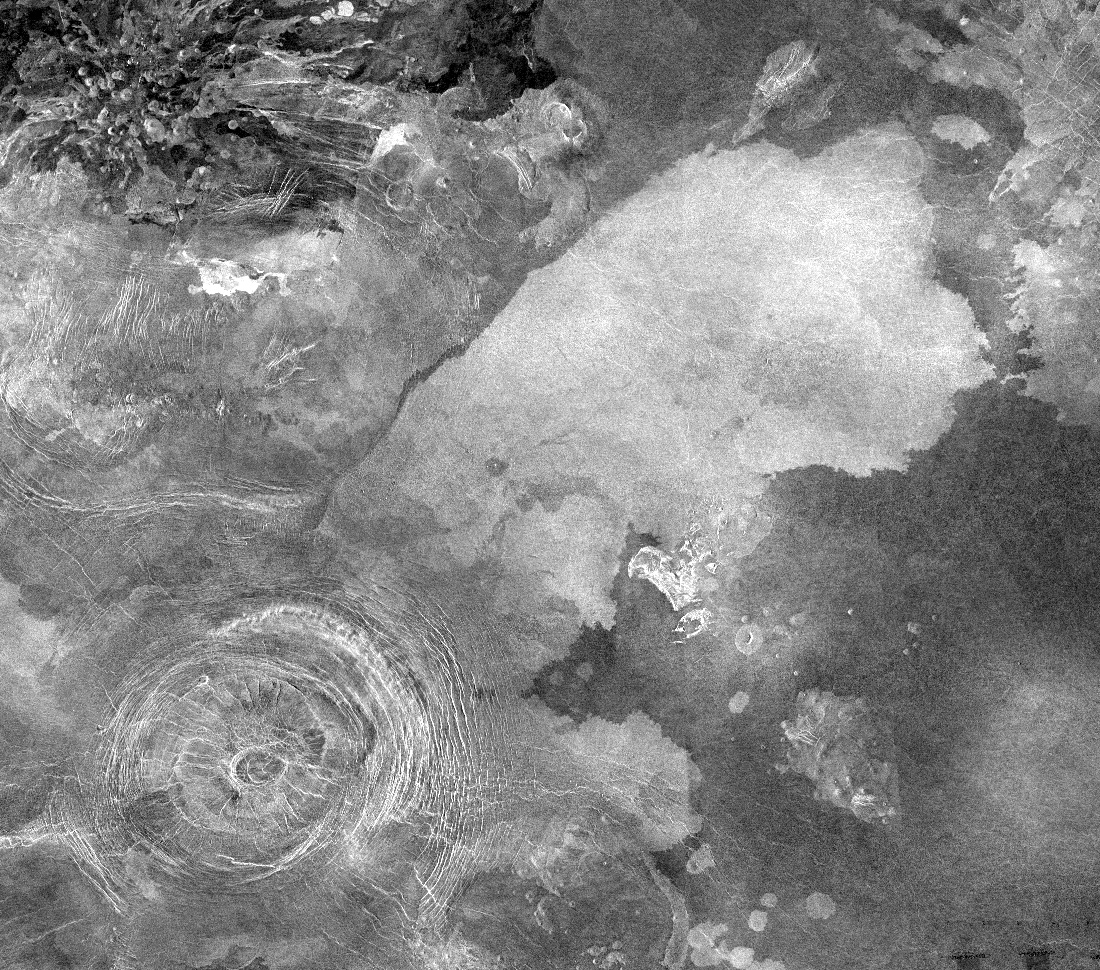
Поток Коти
(Koti Fluctus) на Венере. Радарный снимок «Магеллана»

Поток (лат. Fluctus, мн.ч. Fluctūs) — родовой термин, используемый в планетной номенклатуре. Входит в состав названий участков с характерными очертаниями в виде потоков (определение МАС — «flow terrain»). В русских названиях это слово, как и другие родовые термины, пишется с маленькой буквы, а в латинских (которые используются и в английском языке) — с большой.
По состоянию на июнь 2014 года названия, включающие слово Fluctus или Fluctūs, были присвоены 73 объектам — 51 на Венере, 14 на Ио, 5 на Титане и 3 на Марсе. Международный астрономический союз утверждает такие названия с 1985 года.
Потоки на разных небесных телах называют по-разному:
- на Венере — в честь различных богинь;
- на Марсе — по названиям близлежащих деталей альбедо;
- на Ио — по именам близлежащих объектов или в честь божеств или героев, связанных с огнём, Солнцем, громом или вулканами, а также мифических кузнецов;
- на Титане — в честь богов и богинь красоты.

Природа разных потоков может быть разной, поскольку этот термин, как и другие термины планетной номенклатуры, описывает только внешний вид объекта и ничего не говорит о его происхождении. Потоки Титана, в отличие от потоков Венеры, Марса и Ио, по всей видимости, образованы не обычной лавой, а криовулканическими выбросами.